# Чифтпынар, Садык
Садык Чифтпынар (тур. Sadık Çiftpınar; 1 января 1993 года, Сейхан) — турецкий футболист, защитник клуба «Касымпаша».

## Клубная карьера
Садык Чифтпынар занимался футболом в клубах «Сейхан Беледиеспор» и «Галатасарай». С 2013 года он играл за «Трабзон Акчаабат» в Третьей лиге. В начале 2015 года защитник перешёл в «Ени Малатьяспор», в то время выступавший во Второй лиге. В том же году эта команда вышла в Первую лигу, а спустя два года — в Суперлигу.
24 сентября 2017 года Садык Чифтпынар дебютировал в турецкой Суперлиге, выйдя в основном составе в гостевом поединке против «Карабюкспора». 5 января 2019 года он подписал контракт с «Фенербахче» по схеме 3,5 + 1. 25 февраля того же года Чифтпынар забил свой первый гол в рамках Суперлиги, сократив отставание своей команды в счёте в принципиальном дерби с «Бешикташем».